# Programa Criança Feliz
Criança Feliz é um programa criado pelo governo federal brasileiro do então presidente Michel Temer, instituído de acordo com o decreto nº 8.869, de 5 de outubro de 2016. Foi revogado pelo novo decreto de nº 9.579, de 22 de novembro de 2018.
O programa tem como objetivo dar assistência médica e psicológica a crianças carentes na primeira infância, de 0 a 3 anos, mediante ao contexto das famílias atendidas pelo Programa Bolsa Família.
A ex-primeira-dama do Brasil, Marcela Temer, foi a embaixadora do Criança Feliz.

## Lançamento

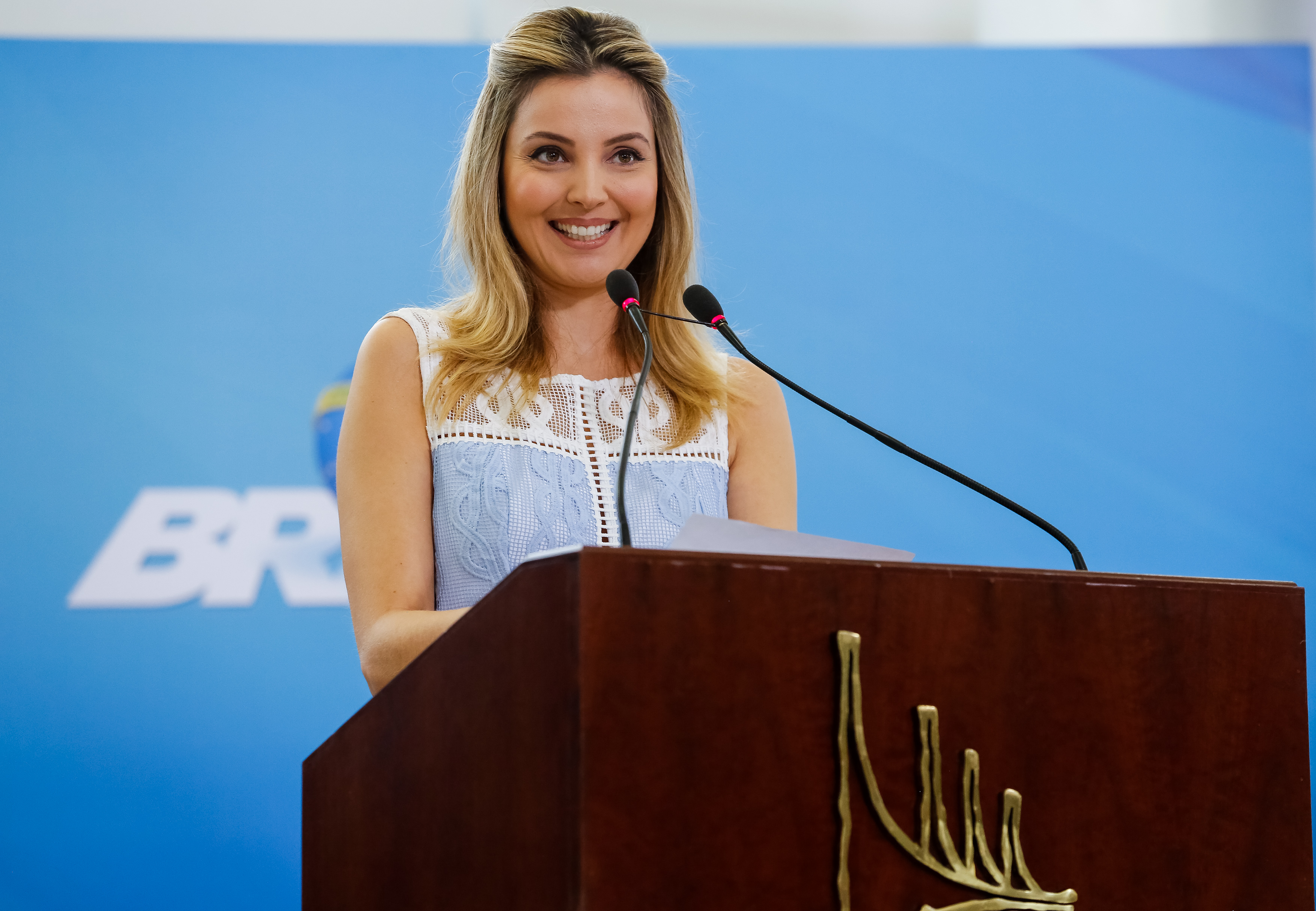
Marcela Temer discursa na cerimônia de lançamento do Programa Criança Feliz, em 5 de outubro de 2016, no Palácio do Planalto.

Logo após ter se tornado primeira-dama do Brasil, foi anunciado que Marcela Temer seria a embaixadora do programa "Criança Feliz".
O programa Criança Feliz foi oficialmente lançado no dia 5 de outubro de 2016.
Em seu discurso inaugural, a primeira-dama disse estar "feliz em colaborar em causas sociais do país". Marcela não teve funções deliberativas dentro do programa, que era de responsabilidade inicial do Ministério do Desenvolvimento Social e Agrário, passando para o Ministério da Cidadania, sendo incumbida apenas de divulgação.